# آبریل زامورا
آبریل زامورا (اسپانیایی: Abril Zamora‎؛ زاده ۱۱ نوامبر ۱۹۸۱) بازیگر اسپانیایی است. او یک زن ترنس است.
از فیلم‌ها یا برنامه‌های تلویزیونی که در آنها نقش داشته‌است می‌توان به ازنفس‌افتاده، الیت، عطر و زندگی پیش‌رو اشاره کرد.